# Rhododendron lutescens
Rhododendron lutescens är en ljungväxtart som beskrevs av Adrien René Franchet. Rhododendron lutescens ingår i släktet rododendron, och familjen ljungväxter. Inga underarter finns listade i Catalogue of Life.

## Bildgalleri

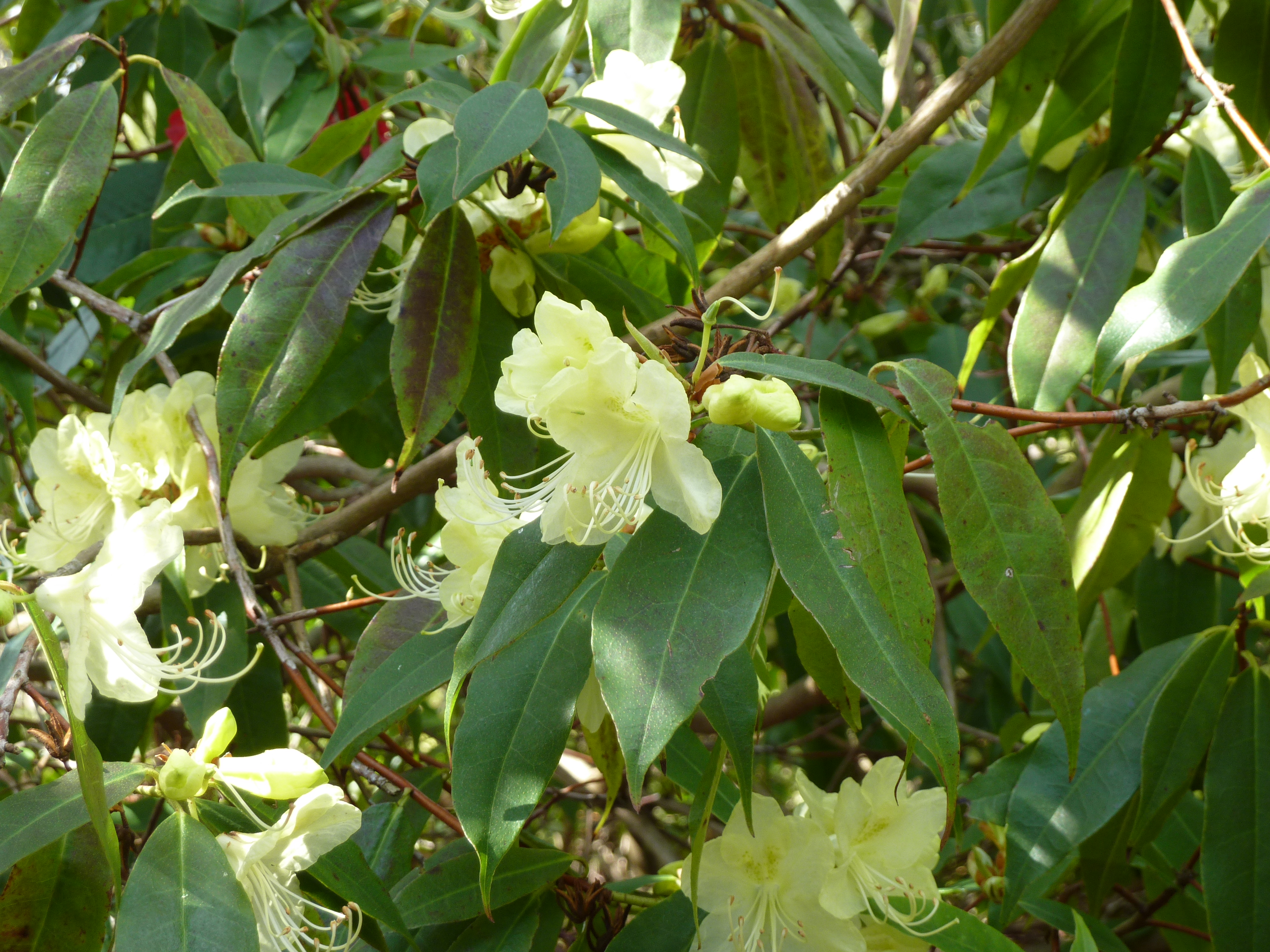
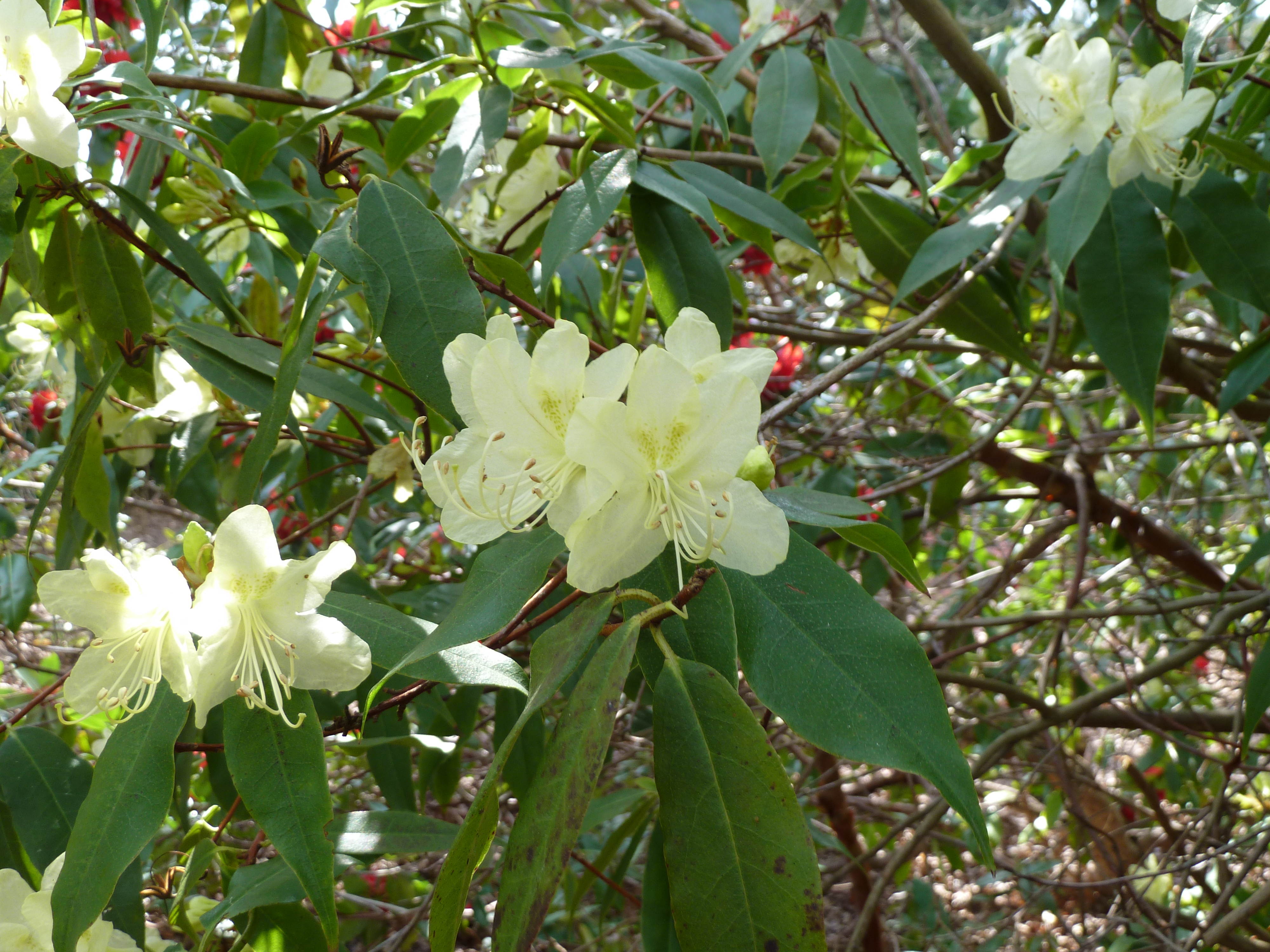
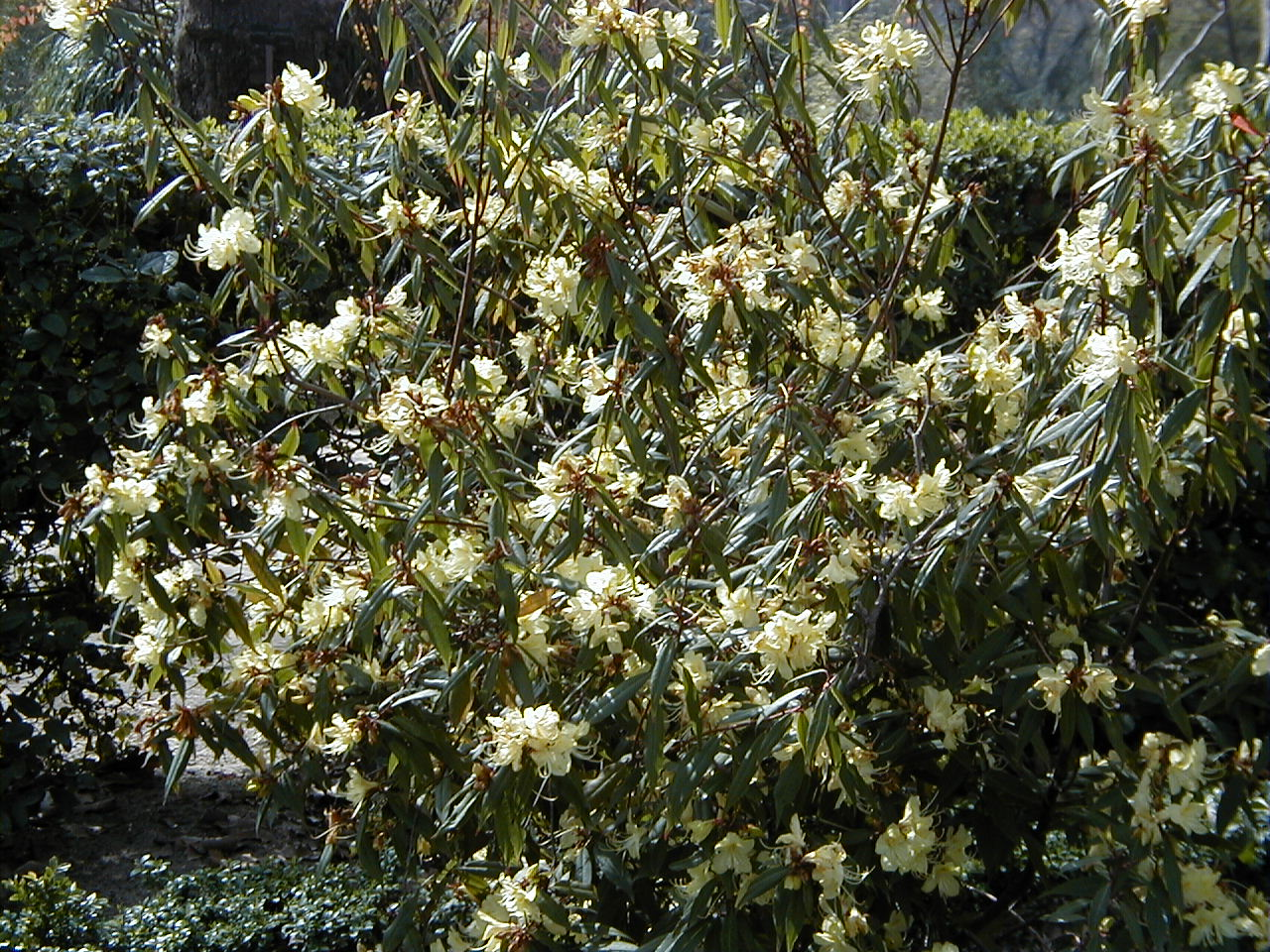
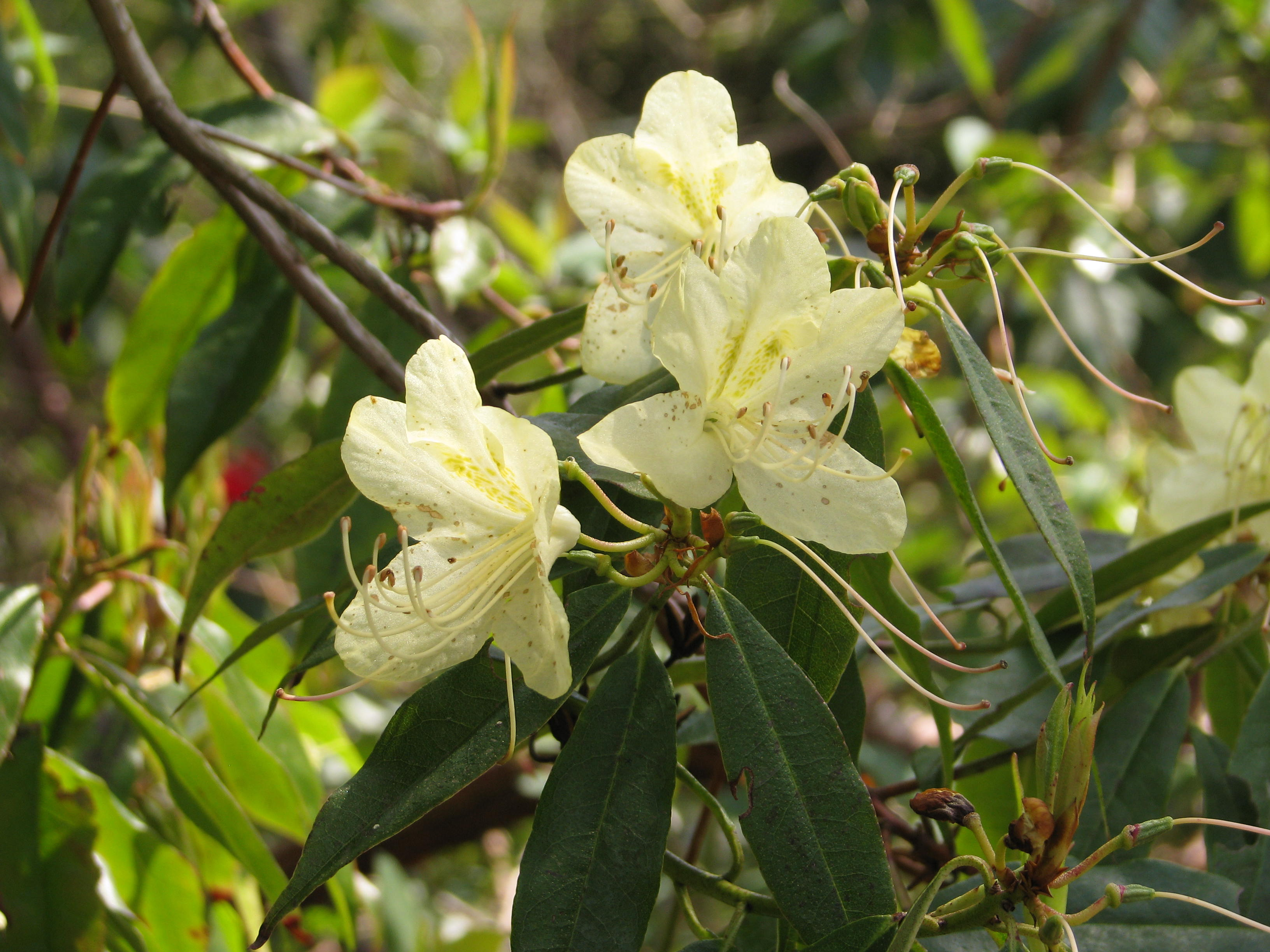